# Hexamminnickel(II)-chlorid
Hexamminnickel(II)-chlorid ist eine Komplexverbindung des Nickels. Sie bildet fliederfarbene Kristalle. Es ist in Wasser gut, in Ethanol nicht löslich. An trockener Luft kommt es allmählich unter Freisetzung von Ammoniak zur Zersetzung.

## Herstellung

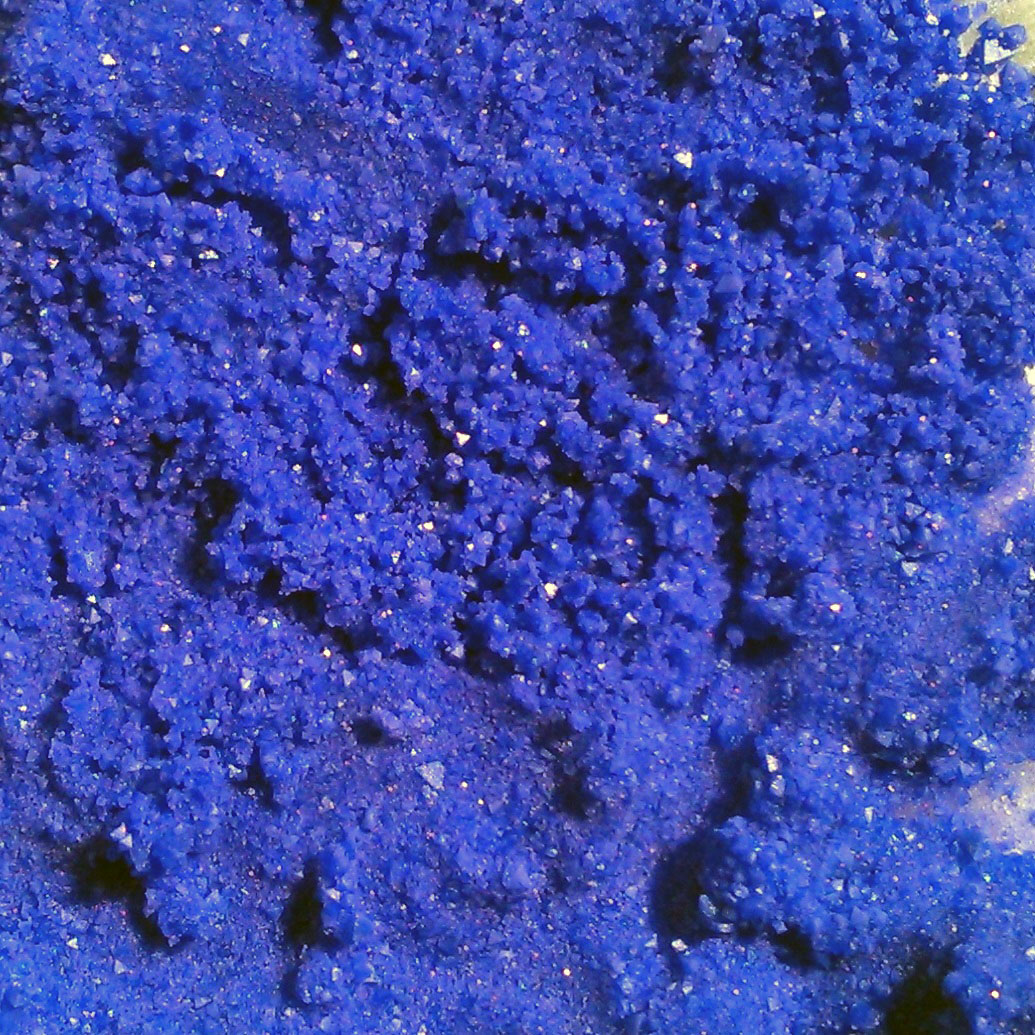
Blauviolette Kristalle von Hexamminnickel(II)-chlorid

Hergestellt wird Hexamminnickel(II)-chlorid durch Fällung aus einer Nickel(II)-chloridlösung unter Zusatz von konzentrierte Ammoniaklösung. In der Kälte und durch Zugabe von Ammoniumchlorid-Lösung fällt das Salz in Form feiner Kristalle aus.
{\displaystyle {\ce {NiCl_2 + 6 NH_3 -> [Ni(NH3)6]Cl2}}}

## Verwendung
Die Verbindung wird gelegentlich im anorganisch-chemischen Praktikum als einfaches Präparat hergestellt, hat aber keine wirtschaftliche Bedeutung.